# Hipismo nos Jogos Paralímpicos de Verão de 2020
As competições de hipismo nos Jogos Paralímpicos de Verão de 2020 foram disputadas entre 25 a 30 de agosto de 2021 no Tokyo Equestrian Park, em Tóquio, Japão. Os atletas que disputaram o hipismo possuem algum tipo de deficiência física, visual ou falta de equilíbrio.

## Eventos
Os atletas são divididos em cinco categorias, de acordo com a extensão de sua deficiência.
- Ia: atletas com algum membro prejudicado ou amputado ou com falta de equilíbrio. Geralmente utilizam cadeira de rodas e são tetraplégicos. Podem ser capazes de andar, mas instavelmente, devido a falta de equilíbrio.
- Ib: atletas com algum membro prejudicado ou amputado ou com falta de equilíbrio. Geralmente utilizam cadeira de rodas e são paraplégicos. Podem ser capazes de andar, mas instavelmente, devido a falta de equilíbrio.
- II: atletas com deficiência física. Geralmente utilizam cadeira de rodas e, na maioria das vezes, são paraplégicos.
- III: atletas com deficiência visual e algum problema de locomoção. Geralmente são capazes de andar sem apoio, mas precisam de uma cadeira de rodas para longas distâncias. É utilizado um óculos isolante ou uma venda nos olhos.
- IV: atletas com deficiência visual e física. Geralmente são paraplégicos ou tetraplégicos. É utilizado um óculos isolante ou uma venda nos olhos.

## Medalhistas

### Eventos
| Evento                   | Ouro                                                                                            | Prata                                                                                      | Bronze                                                                                             |
| ------------------------ | ----------------------------------------------------------------------------------------------- | ------------------------------------------------------------------------------------------ | -------------------------------------------------------------------------------------------------- |
| Ia (Detalhes)            | USA Roxanne Trunnell Dolton                                                                     | LAT Rihards Snikus King of the Dance                                                       | ITA Sara Morganti Royal Delight                                                                    |
| Ia freestyle (Detalhes)  | USA Roxanne Trunnell Dolton                                                                     | LAT Rihards Snikus King of the Dance                                                       | ITA Sara Morganti Royal Delight                                                                    |
| Ib (Detalhes)            | GBR Lee Pearson Breezer                                                                         | AUT Pepo Puch Sailor's Blue                                                                | GBR Georgia Wilson Sakura                                                                          |
| Ib freestyle (Detalhes)  | GBR Lee Pearson Breezer                                                                         | AUT Pepo Puch Sailor's Blue                                                                | GBR Georgia Wilson Sakura                                                                          |
| II (Detalhes)            | DEN Tobias Jorgensen Jolene Hill                                                                | GBR Natasha Baker Keystone Dawn Chorus                                                     | NED Rixt van der Horst Findsley                                                                    |
| II freestyle (Detalhes)  | DEN Tobias Jorgensen Jolene Hill                                                                | GBR Natasha Baker Keystone Dawn Chorus                                                     | NOR Ann Cathrin Lübbe La Costa Majlund                                                             |
| III (Detalhes)           | NED Sanne Voets Demantur                                                                        | BRA Rodolpho Riskalla Don Henrico                                                          | BEL Manon Claeys San Dior 2                                                                        |
| III freestyle (Detalhes) | NED Sanne Voets Demantur                                                                        | SWE Louise Etzner Jakobsson Goldstrike B.J.                                                | BEL Manon Claeys San Dior 2                                                                        |
| IV (Detalhes)            | BEL Michèle George Best of 8                                                                    | GBR Sophie Wells Don Cara M                                                                | NED Frank Hosmar Alphaville                                                                        |
| IV freestyle (Detalhes)  | BEL Michèle George Best of 8                                                                    | NED Frank Hosmar Alphaville                                                                | GER Regine Mispelkamp Highlander Delights                                                          |
| Equipes (Detalhes)       | GBR Grã-Bretanha Lee Pearson Breezer Natasha Baker Keystone Dawn Chorus Sophie Wells Don Cara M | NED Países Baixos Frank Hosmar Alphaville Sanne Voets Demantur Rixt van der Horst Findsley | USA Estados Unidos Roxanne Trunnell Dolton Rebecca Hart El Corona Texel Kate Shoemaker Solitaer 40 |